# Anne-Marie LeFrançois
Anne-Marie LeFrançois (Québec, 8 gennaio 1977) è un'ex sciatrice alpina canadese.

## Biografia
La LeFrançois, originaria di Charlesbourg, esordì in Coppa del Mondo il 30 novembre 1996 a Lake Louise in discesa libera (52ª) e ai Campionati mondiali a Vail/Beaver Creek 1999, dove si classificò 30ª nella discesa libera e 34ª nel supergigante. In Nor-Am Cup nella stagione 1999-2000 vinse le classifiche di discesa libera e di supergigante e conquistò a Whistler in supergigante l'ultima vittoria, il 29 febbraio, e l'ultimo podio, il 7 marzo (3ª). Nella stagione seguente ottenne il miglior piazzamento in Coppa del Mondo, il 16 dicembre 2000 a Sankt Moritz in discesa libera (12ª), e disputò i suoi ultimi Mondiali: nella rassegna iridata di Sankt Anton am Arlberg 2001 si classificò 25ª nella discesa libera e 27ª nel supergigante.
Il 30 novembre 2001 bissò il miglior piazzamento in Coppa del Mondo, a Lake Louise in discesa libera (12ª); ai successivi XIX Giochi olimpici invernali di Salt Lake City 2002, sua unica presenza olimpica, non completò né la discesa libera né il supergigante. Prese per l'ultima volta il via in Coppa del Mondo il 16 gennaio 2005 a Cortina d'Ampezzo in discesa libera (42ª) e si ritirò al termine di quella stessa stagione 2004-2005; la sua ultima gara fu uno slalom gigante FIS disputato il 24 marzo a Stoneham, chiuso dalla LeFrançois al 49º posto.

## Palmarès

### Coppa del Mondo
- Miglior piazzamento in classifica generale: 79ª nel 2004

### Nor-Am Cup
- Vincitrice della classifica di discesa libera nel 2000
- Vincitrice della classifica di supergigante nel 2000
- 14 podi (dati dalla stagione 1994-1995):
  - 5 vittorie
  - 5 secondi posti
  - 4 terzi posti

#### Nor-Am Cup - vittorie
| Data             | Località       | Paese       | Specialità |
| ---------------- | -------------- | ----------- | ---------- |
| 25 febbraio 1999 | Sugarloaf      | Stati Uniti | DH         |
| 26 febbraio 1999 | Sugarloaf      | Stati Uniti | SG         |
| 2 aprile 1999    | Mount Bachelor | Stati Uniti | SG         |
| 4 febbraio 2000  | Big Mountain   | Stati Uniti | DH         |
| 29 febbraio 2000 | Whistler       | Canada      | SG         |

Legenda:

DH = discesa libera

SG = supergigante

### South American Cup
- 2 podi (dati dalla stagione 1994-1995):
  - 2 terzi posti

### Campionati canadesi
- 5 medaglie:
  - 2 ori (supergigante nel 2001; discesa libera nel 2002)
  - 2 argenti (discesa libera nel 1999; discesa libera nel 2001)
  - 1 bronzo (supergigante nel 2002)